# Alia Sabur
Alia Sabur (nacida en 1989) es una niña prodigio que a los 8 meses de edad aprendió a leer y a los 5 años ya había terminado la primaria. Se graduó en ingeniería de materiales a la edad de 14 años y llegó a ser catedrática con 18 años, siendo la persona más joven del mundo en conseguir este rango universitario, según el libro Guinness de los récords.

## Edad temprana
Sabur nació en Nueva York.  Su madre, Julie Sabur (de soltera Kessler), trabajo como reportera para News12 Long Island hasta 1995. Casó con Mohammed Sabur, pakistaní, in 1980. Alia, nació el 22 de febrero de 1989 mostrando desde edad muy temprana signos de una gran capacidad. Sus test de inteligencia se salían de la escala, de acuerdo a uno de sus educadores que la testó cuando estaba en primer grado. En cuarto grado dejó la escuela pública y fue admitida en la State University of New York at Stony Brook con la edad de 10, graduándose summa cum laude con 14. Obtuvo cinturón negro de Tae Kwon Do a los 9 años de edad.

## Enlaces
- Página oficial Archivado el 7 de mayo de 2005 en Wayback Machine.
- CV
- Investigación

- Datos: Q4115058